# Pântano Lukanga
Pântano Lukanga é uma grande pradaria inundada do rio Zambeze na província Central (Zâmbia), a cerca de 50 km a oeste de Kabwe.
Sua área permanentemente pantanosa consiste em uma área aproximadamente circular com um diâmetro de 40 a 50 km (1850 km²), mais aproximadamente 250 km² na foz e ao longo dos rios que deságuam nela, como o Rio Lukanga do nordeste, mais outros 500 km² de cada lado do rio Cafué a oeste e noroeste, totalizando 2600 km². Apresenta muitas lagoas tais como os lagos Chiposhye e Suye mas poucos rios. O pântano permanente é cercado por uma planície de inundação sazonalmente inundada, variando de 5 a 25 km de largura no sul e leste, até 40 km no norte, e alcançando o rio Cafué e seus pântanos 25 km a oeste e noroeste. Quando o Cafué transborda, ele transborda para noroeste através do canal Mwinuna, normalmente seco, e para o baixo rio Lukanga, enquanto outro canal drena do pântano de volta para o Cafué, no sudoeste O Cafué serpenteia por seus próprios pântanos, que têm até 10 km de largura e se estendem por 90 km ao longo do rio. Inúmeros rios e riachos deságuam no pântano vindos do sul, leste e norte, sendo o Lukanga o maior deles. Na estação chuvosa, as planícies loca ficam inundadas, aumentando a área da zona úmida para 6.000 km², atingindo um máximo de 8.000 km² no pico de inundação de uma boa estação chuvosa

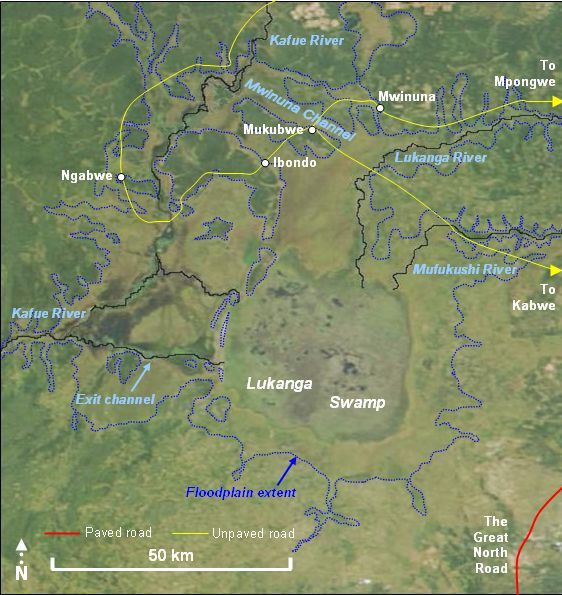
Imagem da NASA do Pântano de Lukanga. Pontos escuros no pântano são lagoas; em outras partes, o pântano é coberto por vegetação densa, principalmente papiro. As áreas escuras perto do rio Cafué são pântanos com menos vegetação. O mapa sobreposto mostra os principais rios, a extensão da planície de inundação e as estradas não pavimentadas em amarelo.

## População humana e pesca
Existem várias ilhas habitadas em terrenos mais altos que permanecem secas durante a estação chuvosa, principalmente em um arco ao longo da borda oeste do pântano permanente, como a Ilha Chilwa e a Ilha Chiposha.. Além disso, o pântano contém ilhas flutuantes de papiro que abrigam acampamentos temporários de pesca. Não há estradas ou pontes sazonais que cheguem às áreas permanentemente pantanosas, e apenas uma estrada atravessa qualquer parte da planície de inundação em qualquer extensão: uma estrada na estação seca que vai de Kabwe (com um afluente do Mpongwe de Copperbelt passando por Mukobwe e Ibondo até uma balsa que atravessa o Cafué e segue para Ngabwe. Duas outras trilhas de terra vêm de Mumbwa no sul até o rio perto de Mswebe e até a planície de inundação em Mwanamulambo. Apesar de sua localização central no país, o Pântano de Lukanga permanece relativamente inacessível e, mesmo hoje, as autoridades governamentais em Kabwe e Lusaca têm relativamente pouco conhecimento ou influência sobre a área.
Os habitantes das aldeias, principalmente ao redor da planície de inundação nordeste, leste e sul, praticam métodos tradicionais de pesca nos pântanos e cultivam as margens da planície de inundação. Não existe pesca comercial de qualquer dimensão, mas a FAO relatou uma estimativa de 2600 toneladas para a captura de peixe em 1980, vendida nos mercados de Lusaka, Kabwe e Copperbelt. Um relatório mais recente estima o número em 1.200 t e observa uma diminuição das capturas devido à sobrepesca.
Existem algumas fazendas comerciais menores, especialmente perto da conhecida Great North Road, que passa a 10 km da planície de inundação na borda sudeste. Várias grandes fazendas comerciais e plantações, algumas com irrigação na estação seca, foram estabelecidas no lado norte da planície de inundação.
A planície de inundação é classificada como a ecoregião das pastagens inundadas do rio Zambeze, e a savana florestal circundante é a ecoregião das florestas de miombo do Zambeze Central, exceto no lado sudeste, que é a ecoregião das florestas do Zambeze e de mopane. As pastagens inundadas são consideradas produtivas e diversas devido aos nutrientes trazidos pelas cheias e ao fato de fornecerem habitats para pastagem e aquáticos.
A floresta de miombo a oeste do rio Cafué é uma área de manejo de caça que se estende até o Parque Nacional de Cafué. Portanto, o Pântano de Lukanga pode ser considerado uma extensão potencial desse rico refúgio de vida selvagem. O Pântano de Lukanga abriga 316 espécies de aves registradas. Ele abriga populações de hipopótamos e crocodilos, sendo considerado um local importante para a conservação de Kobes leche, oribi, mangusto do pântano, sitatunga, antílope-do-cabo e píton. O lado oeste é visitado por elefantes, búfalos, elandes e palancas-vermelhas. Em 2000, o Departamento de Parques Nacionais e Serviço de Vida Selvagem (NPWS) relatou que a área carecia de recursos e que os pântanos "estavam praticamente desprotegidos, e a caça ilegal era excessiva".
O desmatamento para a produção de carvão e para a prática de 'corte e queima' e outros tipos de agricultura também é relatado como uma grande ameaça ao ecossistema do Pântano de Lukanga, principalmente porque resulta em erosão da terra, turbidezda água e assoreamento. Em quase todas as áreas a nordeste do pântano, florestas foram desmatadas, especialmente para a produção de carvão, e o desmatamento para agricultura tem sido extenso nos lados nordeste, leste e sul do pântano. Somente o lado ocidental permanece relativamente intocado. O desenvolvimento de uma indústria de turismo na área, que (como foi visto nos parques nacionais) resulta em maiores esforços de conservação da vida selvagem, depende do fornecimento de acesso a esta parte a partir de Mumbwa ou Kabwe.

## Origem do Pântano de Lukanga
O formato quase circular do principal pântano permanente levou à especulação de que o Pântano de Lukanga pode ser uma cratera de impacto (astroblema) formada pelo impacto de um meteorito.
No entanto, a investigação no terreno em 2002 não encontrou evidências de impacto (choque mecânico) nas rochas da área, concluindo que o Pântano de Lukanga não é um astroblema. Na ausência de outros dados de pesquisa, a origem do pântano é tida como desconhecida.